# إبراهيم أباد (فردوس)
إبراهيم أباد (بالفارسية: ابراهیم‌آباد) هي مستوطنة تقع في Howmeh Rural District في إيران. يقدر عدد سكانها بـ 62 نسمة .